# The Seminole's Sacrifice
The Seminole's Sacrifice è un cortometraggio muto del 1911. Il nome del regista non viene riportato nei credit del film prodotto dalla Selig Polyscope Company che aveva come interprete Columbia Eneutseak, la prima attrice inuit della storia del cinema.

## Produzione
Il film fu prodotto da William Nicholas Selig per la sua compagnia, la Selig Polyscope Company.

## Distribuzione
Distribuito dalla General Film Company, il film - un cortometraggio di una bobina - uscì nelle sale cinematografiche statunitensi il 23 febbraio 1911.